# Gus Schumacher
Pour les articles homonymes, voir Schumacher.
Gus Schumacher est un fondeur américain, né le 25 juillet 2000 à Madison (Wisconsin). Il est triple champion du monde junior.

## Biographie
Membre du club Alaska Winter Stars, il commence à concourir sur des compétitions officielles durant la saison 2015-2016.
Gus Schumacher est sélectionné pour sa première compétition avec l'équipe nationale aux Championnats du monde junior 2018 à Goms, courant trois courses individuelles, pour un meilleur résultat de quinzième sur le skiathlon, ainsi que le relais, où il permet aux Américains de remonter de deux rangs lors du final et terminer à seulement deux secondes de la Norvège et remporter donc la médaille d'argent.
En 2019-2020, son hiver est centré aussi sur les Championnats du monde junior, intégrant cette fois le top dix en individuel, avec une sixième place au dix kilomètres et une quatrième place au trente kilomètres. Sur le relais, il aide son équipe à remporter la médaille d'or.
Un mois plus tard, il apparaît pour la première fois en Coupe du monde aux Finales de Québec (46e).
En 2020, après une victoire sur le sprint libre des Championnats des États-Unis, il remporte le dix kilomètres classique des Championnats du monde junior à Oberwiesenthal, soit le premier titre d'un Américain dans cette compétition. Il conserve aussi son titre sur le relais.
Lors de la saison 2020-2021, il est sélectionné pour le Ruka Triple et en profite pour marquer ses premiers points pour la Coupe du monde avec le 24e temps sur la poursuite.
Ensuite, il enchaîne trois résultats dans le top 15 au Tour de ski, prenant la huitième place notamment sur le quinze kilomètres classique à Val di Fiemme. Sa 18e place au classement final est le meilleur résultat de l'histoire d'un fondeur américain masculin dans le tour. Il confirme cette performance par une neuvième place au quinze kilomètres libre de Falun.
Il reçoit une sélection pour les Championnats du monde 2021, où son meilleur résultat individuel est 29e au cinquante kilomètres. Cet hiver, il se classe aussi neuvième du quinze kilomètres libre aux Championnats du monde des moins de 23 ans.

## Palmarès

### Championnats du monde
| Épreuve / Édition        | Sprint                           | Sprint    | 15 km | 15 km                            | Skiathlon 2 × 15 km | 50 km | Relais | Relais    |
| Épreuve / Édition        | libre                            | classique | libre | classique                        | Skiathlon 2 × 15 km | 50 km | Sprint | 4 × 10 km |
| Mondiaux 2021 Oberstdorf | Épreuve inexistante à cette date | -         | 51e   | Épreuve inexistante à cette date | -                   | 29e   | 14e    | 8e        |

Légende :
- : pas d'épreuve
- — : non disputée par Schumacher

### Coupe du monde
- Meilleur classement général : 30e en 2021.
- 2 podiums en individuel dont 1 victoire.

#### Détail des victoires
| Épreuve / Édition | 10 km       | 10 km     | Poursuite 50 km | Tour de ski ou Finales ou Nordic Opening |
| Épreuve / Édition | libre       | classique | Poursuite 50 km | Tour de ski ou Finales ou Nordic Opening |
| 2023-2024         | Minneapolis |           |                 |                                          |

#### Classements détaillés
| Saison / Épreuve | Saison / Épreuve | Général | Général | Distance | Distance | Sprint | Sprint |
| Saison / Épreuve | Saison / Épreuve | Class.  | Points  | Class.   | Points   | Class. | Points |
| ---------------- | ---------------- | ------- | ------- | -------- | -------- | ------ | ------ |
| 2021             | 2021             | 30e     | 213     | 25e      | 148      | 65e    | 13     |

### Championnats du monde junior
- Médaille d'or du relais en 2019 à Lahti.
- Médaille d'or du dix kilomètres classique en 2020 à Oberwiesenthal.
- Médaille d'or du relais en 2020.
- Médaille d'argent du relais en 2018 à Goms.

### Championnats des États-Unis
- Champion sur le sprint libre en 2020.